# ريبيكا توماس
ريبيكا توماس (بالإنجليزية: Rebecca Thomas)‏ هي مخرجة أمريكية، ولدت في 10 ديسمبر 1984 في لاس فيغاس في الولايات المتحدة.

## وصلات خارجية
- ريبيكا توماس على موقع IMDb (الإنجليزية)
- ريبيكا توماس على موقع قاعدة بيانات الفيلم (الإنجليزية)